# Forsterinaria umbracea
Forsterinaria umbracea is een vlinder uit de onderfamilie Satyrinae van de familie Nymphalidae. De wetenschappelijke naam van de soort is, als Taygetis umbracea, voor het eerst geldig gepubliceerd in 1872 door Arthur Gardiner Butler & Herbert Druce.